# Sol de Inverno (telenovela)
Sol de Inverno é uma telenovela portuguesa produzida pela SP Televisão que foi exibida pela SIC de 16 de setembro de 2013 a 21 de setembro de 2014, substituindo Dancin' Days e sendo substituída por Mar Salgado. É a "16.ª novela" do canal.
Escrita por Pedro Lopes, tem a colaboração de Inês Gomes, Ana Lúcia Carvalho, Ana Vasques, Catarina Dias, José Pinto Carneiro e Rita Roberto como guionistas, a direção de Patrícia Sequeira, a direção de elenco de Cátia Ribeiro e Luís Barros, a direção de produção de Bruno Oliveira e a realização de Carlos Dante, Iva Areias, José Carlos Santos, Patrícia Sequeira e Rafael Cruz.
Conta com Maria João Luís, Rita Blanco, Rogério Samora, Victória Guerra e Pedro Sousa nos papéis principais.

## Sinopse
Sofia Ferreira Bívar e o marido Álvaro Bívar são sócios de Laura Teles de Aragão e o seu marido Francisco da empresa BOHEME. Durante a década de 1980 criaram esta marca de sapatos de gama alta (revitalizando uma velha fábrica de calçado pertença da família de Francisco). Abriram uma loja em Lisboa, outra no Porto e, mais tarde, com a expansão do negócio, entraram no mercado internacional e abriram uma loja em Madrid e outra em Paris. Os dois casais mantêm uma relação de franca amizade. São uma equipa otimista quanto ao futuro da empresa e todos ponderam abrir mais lojas pelo mundo.
Esta harmonia chega, no entanto, ao fim quando Sofia e o marido são acusados de desviarem dinheiro da empresa e são obrigados a fugir do país para não serem presos.
Laura nunca é relacionada com o caso, mas é ela quem forja as provas que incriminam os sócios, depois de se convencer que Sofia tem um caso com o seu marido Francisco.
Isto acontece no momento em que Francisco sofre um acidente enquanto pratica esqui aquático e lhe é declarada morte cerebral. As circunstâncias do sucedido levam Laura a aceder à caixa de correio eletrónico do marido, onde descobre vários e-mails para Sofia em que Francisco confessa a grande atração que sente por ela. Laura sabe que Sofia e Francisco namoraram quando eram jovens mas para ela era um assunto que tinha ficado encerrado no passado. Por isso, quando vê os e-mails acredita que Francisco e Sofia mantinham uma relação adúltera em segredo. Apesar de, em boa verdade, Sofia nunca ter cedido aos avanços do sócio. Não conseguindo ultrapassar os ciúmes e a raiva que sente, decide cumprir um castigo implacável: contrariando a vontade dos filhos, desliga a máquina que liga Francisco à vida e arruína a vida de Sofia.
Sofia e Álvaro, apanhados de surpresa pelas acusações de burla qualificada e na iminência de serem presos preventivamente, veem-se forçados a fugir para Moçambique, onde Álvaro vivera na infância e terra com que mantém contacto, visto ter por lá muitos amigos. Será em África que a vida se reconstrói, que se começa mais uma vez do zero. Sofia sempre teve jeito para o negócio, o que a leva, com o seu sócio moçambicano, a abrir uma padaria que irá crescer, transformando-se numa cadeia de lojas e de distribuição. Quando finalmente é ilibada do crime de que foi acusada, deixa tudo nas mãos do seu sócio, e regressa a Portugal após cumprir cinco longos anos de exílio. «Agora que ficou provada a minha inocência e a do meu marido, vou recuperar tudo o que perdi e o que me foi roubado. Com juros!», proclama Sofia. A guerra contra Laura, a antiga sócia, está declarada. O embate entre estas duas mulheres determinadas vai começar.

## Elenco

### Elenco principal
| Ator/Atriz      | Personagem               |
| --------------- | ------------------------ |
| Maria João Luís | Laura Teles de Aragão    |
| Rita Blanco     | Sofia Ferreira Bívar     |
| Rogério Samora  | Manuel Gusmão            |
| Victoria Guerra | Matilde Bívar            |
| Pedro Sousa     | Salvador Teles de Aragão |

### Elenco recorrente
| Ator/Atriz           | Personagem                |
| -------------------- | ------------------------- |
| Inês Castel-Branco   | Teresa Teles de Aragão    |
| Diogo Morgado        | Eduardo Teles de Aragão   |
| Cláudia Vieira       | Andreia Teles de Aragão   |
| Luciana Abreu        | Fátima Cardoso de Jesus   |
| Rui Unas             | Carlos Miguel Sousa       |
| Diana Chaves         | Lúcia Raposo              |
| Ângelo Rodrigues     | Simão Teles de Aragão     |
| João Perry           | Adelino Ferreira          |
| Lia Gama             | Rosa Mendes               |
| Júlio César          | Jacinto Fonseca           |
| Márcia Breia         | Dulce Sousa               |
| Alexandre de Sousa   | Horácio Mendes            |
| Maria Emília Correia | Lurdes Fonseca            |
| Rui Morisson         | Lourenço Branco Teles     |
| Ana Padrão           | Lé Vasconcelos            |
| Marco Delgado        | Luís da Cunha             |
| Ana Nave             | Isabel Lage               |
| Fátima Belo          | Beatriz Ferreira          |
| Sandra Barata Belo   | Rita Taborda              |
| Jorge Corrula        | Tomás                     |
| Dânia Neto           | Benedita Lage             |
| Filipe Vargas        | Mariano Alvarenga         |
| Andreia Dinis        | Ana Mendes                |
| Joana Ribeiro        | Margarida Teles de Aragão |
| Cleia Almeida        | Célia Barata              |
| Teresa Macedo        | Joana Ferreira            |
| Rui Neto             | Nuno Mendes               |
| João Baptista        | Fábio Pacheco             |
| Francisco Côrte-Real | Vicente Pereira           |
| Ana Marta Ferreira   | Concha Vasconcelos        |
| Duarte Soares        | Artur Fonseca             |
| Bárbara Lourenço     | Inês Galego               |
| Leonor Beleza        | Alice Tavares             |

### Elenco infantil
| Ator/Atriz              | Personagem      |
| ----------------------- | --------------- |
| Benedita Wahnon Cardoso | Violeta Pereira |
| Francisco Monteiro      | Vasco Gusmão    |
| Miguel Ruivo            | Matias Pereira  |

### Participação especial
| Ator/Atriz          | Personagem       |
| ------------------- | ---------------- |
| João Reis           | Álvaro Bívar     |
| Ricardo Carriço     | Francisco Aragão |
| Margarida Vila-Nova | Filipa           |

### Elenco adicional
- Adérito Lopes - Vendedor Opel Mokka
- Alberto Quaresma - Amílcar (empresário com quem Sofia almoça quando se cruzam com Laura)
- Amélia Videira - Ermelinda
- Carlos Almeida Ribeiro - Inspector que investiga o desaparecimento do cavalo
- Carlos Gomes - Mário (namorado de Lé)
- Carlos Oliveira - Advogado de Manuel
- Carlos Saltão - Advogado de Andreia
- Catarina Guerreiro - Enfermeira do Hospício onde Laura está internada
- Diogo Costa Reis - Rodrigo
- Duarte Guimarães - Inspector
- Elisabete Piecho - Márcia
- Emanuel Arada - Médico que trata Salvador depois do atropelamento
- Eric Santos - Raul
- Eurico Lopes - Juiz da custódia de Vasco
- F. Pedro Oliveira - Agente imobiliário que mostra casa a Salvador e Matilde
- Fernando Luís - Ricardo (amigo de Sofia que a ajuda na empresa)
- Filipe Crawford - Pai de Rodrigo
- Flávia Gusmão - Sandra (cozinheira contratada para ajudar Dulce na cozinha)
- Fernando Rocha - Norberto
- Hugo Bettencourt - Inspector Silva
- João Paulo Sousa - Hugo (responsável call center)
- João Ricardo - Acácio Cardoso de Jesus
- Jorge Pinto
- José Jorge Duarte - Inspector Soares'
- José Neto - Detective Morais
- José Neves - Fernando (pai de Joana)
- Juan Goldin - Médico mexicano que engana Eduardo
- Linda Valadas - Rute
- Lourenço Henriques - Embaixador
- Lourenço Seruya - Técnico que tira Beatriz e Mariano do elevador
- Mariema - mulher do encontro online, que se encontra com Mariano no café de Lúcia (episódio 72)
- Margarida Moreira - Reclusa
- Marina Albuquerque - Advogada
- Mário Jacques - Afonso (tio de Mariano)
- Marques D'Arede - Médico que trata Teresa
- Miguel Monteiro - Alfonso
- Miguel Romeira - Advogado de Concha
- Norman MacCallum - Alfred (vizinho de Matilde e Salvador)
- Núria Madruga - (Luísa fisioterapeuta de Salvador)
- Paula Mora - Mãe de Benedita
- Pedro Giestas - Psiquiatra do Hospício onde Laura está internada
- Pedro Luzindro - Rui (empregado da Boheme)
- Raquel Oliveira - Trabalhadora do call-center
- Raquel Strada - Repórter no aeroporto à espera de Sofia
- Romeu Vala - André Cardoso de Jesus (irmão de Fátima e filho de Acácio)
- Rui Luís Brás - Dr. Filipe
- Sérgio Silva - Médico que trata Francisco
- Simon Frankel - Psicólogo
- Teresa Negrão - Maria (amiga de Ana que testemunha a favor dela no tribunal)
- Úrsula Corona - Taís
- Viriato Quintela - Repórter em várias ocasiões (aeroporto, porta do tribunal, junto ao rio e beira-mar)
- Vítor Silva Costa - Diogo

## Produção
A novela teve "Lago de Forte", "Forte Lago" e "Ambição" como títulos provisórios, sendo mais tarde oficializada com o título "Sol de Inverno".
As gravações decorreram nos estúdios da SP Televisão, em Lisboa e em Moçambique. Foram gravados 316 episódios de produção.

## Exibição
Sol de Inverno estreou a 16 de setembro de 2013, em substituição de Dancin' Days. Terminou a 21 de setembro de 2014, com 282 episódios de exibição, sendo substituída por Mar Salgado.
A telenovela foi reexibida na SIC de 18 de setembro de 2017 a 20 de julho de 2018, em substituição de Laços de Sangue. A partir de 26 de fevereiro de 2018 até ao fim da novela, o horário foi das 16h15 até ás 18h00 em substituição ao programa Juntos à Tarde. Foi substituída por Coração d'Ouro.

### Exibição internacional
Foi exibida no Brasil através da SIC Internacional de 2 de junho de 2014 a 18 de abril de 2015, substituindo Dancin' Days no horário das 17:30hs, com reprise às 21h00 (horário de Brasília), estreando sete meses depois da estreia no país de origem, e sendo substituída por Mar Salgado.
| País   | Canal             | Título adaptado | Estreia            | Final               |
| ------ | ----------------- | --------------- | ------------------ | ------------------- |
| Brasil | SIC Internacional | Sol de Inverno  | 2 de junho de 2014 | 18 de abril de 2015 |

### Transmissão na OPTO
Com o lançamento da OPTO, a plataforma de streaming da SIC, a 24 de novembro de 2020, a novela foi disponibilizada com os seus 352 episódios de produção.

## Audiências
No 1.º episódio teve em média 18,7% de audiência média e 37,9% de quota de mercado, com 1 milhão e 814 mil telespectadores, tornando-se o segundo programa mais visto do dia, apenas atrás de Dancin' Days, e sendo o melhor resultado de uma estreia de uma telenovela da SIC.
No 2.º episódio, 17 de Setembro de 2013, a novela registou uma queda de 1,7 pontos, e marcou 17,0% de audiência média e 34,4% de share.
No 3.º episódio, 18 de Setembro de 2013, a novela bateu um novo recorde e registou 18,2% de rating e 37,7% de share.
A maior audiência foi 18,7% e 37,9% de share, no 1.º episódio.
A menor audiência foi 9,8%, no dia 4 de julho de 2014, e seu menor share foi 19,2%, no dia 8 de julho de 2014.
Em Julho, a telenovela apresentou a pior média mensal de sempre. Em agosto, a média subiu.   
Sol de Inverno entrou nos últimos episódios no dia 25 de Agosto de 2014, começando a ter resultados mais satisfatórios na casa dos 13-14 de rating.
Sol de Inverno terminou no dia 21 de Setembro de 2014, um domingo, e lutou contra a estreia da 5.ª edição da Secret Story - Casa dos Segredos, na TVI, tendo ficado em 2.º, na média, com 15,2% de audiência média e 30,7% de share. Foi a 4ª telenovela mais vista de sempre na SIC, com uma média de 14,0% de audiência e 28,5% de share.
| Média | Média     | Episódios exibidos | Rating | Share |
| ----- | --------- | ------------------ | ------ | ----- |
| 2013  | Setembro  | 14                 | 15,2%  | 31,5% |
| 2013  | Outubro   | 28                 | 13,6%  | 27,3% |
| 2013  | Novembro  | 26                 | 13,4%  | 27,5% |
| 2013  | Dezembro  | 21                 | 13,6%  | 27,5% |
| 2014  | Janeiro   | 22                 | 14,5%  | 28,5% |
| 2014  | Fevereiro | 21                 | 14,6%  | 29,2% |
| 2014  | Março     | 21                 | 14,3%  | 29,1% |
| 2014  | Abril     | 23                 | 14,3%  | 28,9% |
| 2014  | Maio      | 23                 | 14,4%  | 28,9% |
| 2014  | Junho     | 22                 | 13,5%  | 27,5% |
| 2014  | Julho     | 23                 | 12,8%  | 26,8% |
| 2014  | Agosto    | 21                 | 13,7%  | 29,6% |
| 2014  | Setembro  | 17                 | 14,5%  | 30,4% |
| Total | Total     | 282                | 14,0%  | 28,5% |

## Prémios
| Ano  | Prémio                       | Categoria                                     | Por             | Resultado |
| ---- | ---------------------------- | --------------------------------------------- | --------------- | --------- |
| 2014 | 1ª Edição dos Prémios Áquila | Prémio de Melhor Telenovela                   | Sol de Inverno  | Venceu    |
| 2014 | 1ª Edição dos Prémios Áquila | Prémio de Melhor Ator Secundário em Televisão | Rui Neto        | Venceu    |
| 2014 | 1ª Edição dos Prémios Áquila | Melhor Atriz Principal em Televisão           | Maria João Luís | Indicado  |
| 2014 | 1ª Edição dos Prémios Áquila | Melhor Atriz Secundária em Televisão          | Ana Nave        | Indicado  |
| 2015 | 6º Prémio Autores            | Melhor Programa de Ficção 2014 / Telenovela   | Sol de Inverno  | Indicado  |